# Kate Hodge
Katharine „Kate“ Grey Hodge (* 2. Januar 1966 in Berkeley, Kalifornien) ist eine US-amerikanische Schauspielerin.

## Leben
Hodge wurde am 2. Januar 1966 in Berkeley geboren. Sie gab 1986 im Kurzfilm Super Christian II ihr Schauspieldebüt. 1990 verkörperte sie die weibliche Hauptrolle der Michelle im Film Leatherface: Texas Chainsaw Massacre III. Ihre erste größere Serienrolle stellte sie von 1990 bis 1991 in der Fernsehserie She-Wolf of London als Randi Wallace dar. 1992 stellte sie die Rolle der Karla Withers im Film Rapid Fire – Unbewaffnet und extrem gefährlich dar. Wiederkehrende Rollen erhielt sie in den 1990er Jahren in den Fernsehserien Palm Beach-Duo, Ellen, The George Wendt Show, The Louie Show und Die lieben Kollegen. Von 2000 bis einschließlich 2008 spielte sie die Rolle der Annie Price in der Fernsehserie Level 9. 2017 wirkte sie im Film Beach Rats in eine der Hauptrollen als Donna mit. 2022 folgten unter anderen Besetzung im B-Movie Headless Horseman – Pakt mit dem Teufel als Moira. 2023 stellte sie im Horrorfilm The Exorcists – Die Hölle öffnet ihre Pforten die Rolle der Reverend Melody Bates dar. 2024 war sie in War of the Worlds – Extinction in der Rolle der Sybil Alfaro zu sehen.

## Filmografie (Auswahl)
- 1986: Super Christian II (Kurzfilm)
- 1989: Die besten Jahre (Thirtysomething, Fernsehserie, Episode 3x08)
- 1990: Leatherface: Texas Chainsaw Massacre III
- 1990: Geschichten aus der Gruft (Tales from the Crypt, Fernsehserie, Episode 2x01)
- 1990–1991: She-Wolf of London (Fernsehserie, 20 Episoden)
- 1991: Love Kills (Fernsehfilm)
- 1992: L.A. Machine (Fernsehserie, Episode 1x02)
- 1992: Rapid Fire – Unbewaffnet und extrem gefährlich (Rapid Fire)
- 1993: Jack’s Place (Fernsehserie, Episode 2x08)
- 1993: The Hidden II
- 1993: Parfüm des Todes (Desire)
- 1993–1995: Palm Beach-Duo (Silk Stalkings, Fernsehserie, 8 Episoden)
- 1994: Renegade – Gnadenlose Jagd (Renegade, Fernsehserie, Episode 3x09)
- 1994–1995: Ellen (Fernsehserie, 3 Episoden)
- 1995: Crowfoot (Fernsehfilm)
- 1995: Nowhere Man – Ohne Identität! (Nowhere Man, Fernsehserie, Episode 1x06)
- 1995: Xena – Die Kriegerprinzessin (Xena: Warrior Princess, Fernsehserie, Episode 1x09)
- 1995: Simon (Fernsehserie, Episode 1x10)
- 1995: The George Wendt Show (Fernsehserie, 8 Episoden)
- 1996: The Louie Show (Fernsehserie, 6 Episoden)
- 1996: Lazarus Man (Fernsehserie, Episode 1x09)
- 1996: Mord ist ihr Hobby (Murder, She Wrote, Fernsehserie, Episode 12x21)
- 1996: Pandora’s Clock – Killerviren an Bord der 747 (Pandora’s Clock, Fernsehzweiteiler)
- 1996: Bunk Bed Brothers (Fernsehfilm)
- 1996: American Pie (Fernsehserie)
- 1997: Pretender (The Pretender, Fernsehserie, Episode 1x09)
- 1997: Der Sentinel – Im Auge des Jägers (The Sentinel, Fernsehserie, Episode 2x15)
- 1997: Players (Fernsehserie, Episode 1x05)
- 1997: JAG – Im Auftrag der Ehre (JAG, Fernsehserie, Episode 3x11)
- 1997: Three Women of Pain (Kurzfilm)
- 1998: The Tom Show (Fernsehserie, Episode 1x14)
- 1998: Die lieben Kollegen (Working, Fernsehserie, 10 Episoden)
- 1998: Amor – Mitten ins Herz (Cupid, Fernsehserie, Episode 1x04)
- 1998: Love Boat: The Next Wave (Fernsehserie, Episode 2x07)
- 1998–1999: Brother’s Keeper (Fernsehserie, 4 Episoden)
- 1999: Movie Stars (Fernsehserie, Episode 1x07)
- 1999: Snoops – Charmant und brandgefährlich (Snoops, Fernsehserie, 2 Episoden)
- 2000: Manhattan, AZ (Fernsehserie, 5 Episoden)
- 2000–2008: Level 9 (Fernsehserie, 13 Episoden)
- 2003: Law & Order: Special Victims Unit (Law & Order: Special Victims Unit, Fernsehserie, Episode 5x06)
- 2003: 111 Gramercy Park (Fernsehfilm)
- 2004: Summerland Beach (Fernsehserie, Episode 1x05)
- 2004: Navy CIS (NCIS, Fernsehserie, Episode 2x02)
- 2005: Jonny Zero (Fernsehserie, Episode 1x02)
- 2005: I Will Avenge You, Iago!
- 2005: Enough About Me (Fernsehfilm)
- 2007: Finding Oz: A Journey Home (Kurzfilm)
- 2007: Boston Legal (Fernsehserie, Episode 3x20)
- 2007: Jung und Leidenschaftlich – Wie das Leben so spielt (As the World Turns, Fernsehserie, Episode 1x13065)
- 2007: Criminal Intent – Verbrechen im Visier (Law & Order: Criminal Intent, Fernsehserie, Episode 7x02)
- 2007; 2009: Law & Order (Fernsehserie, 2 Episoden, verschiedene Rollen)
- 2008: Unhitched (Fernsehserie, Episode 1x01)
- 2008: Fringe – Grenzfälle des FBI (Fringe, Fernsehserie, Episode 1x08)
- 2010: White Collar (Fernsehserie, Episode 1x09)
- 2010: Outlaw (Fernsehserie, Episode 1x05)
- 2011: Liebe, Lüge, Leidenschaft (One Life to Live, Fernsehserie, 5 Episoden)
- 2011: Rules of Love (Kurzfilm)
- 2011–2013: In Between Men (Fernsehserie, 3 Episoden)
- 2012: Person of Interest (Fernsehserie, Episode 1x17)
- 2012: Blue Bloods – Crime Scene New York (Blue Bloods, Fernsehserie, Episode 2x19)
- 2013: The Following (Fernsehserie, Episode 1x02)
- 2013: American Girl (Kurzfilm)
- 2013: Good Wife (Fernsehserie, Episode 5x10)
- 2014: Mount Joy
- 2014: The Exalted (Kurzfilm)
- 2014: Elementary (Fernsehserie, Episode 3x01)
- 2014: The Ones That Have Fallen
- 2015: Sex&Drugs&Rock&Roll (Fernsehserie, Episode 1x01)
- 2015: Completely Normal
- 2016: Exiled Out East (Fernsehserie, Episode 1x01)
- 2016: Chicago P.D. (Fernsehserie, Episode 3x20)
- 2017: Beach Rats
- 2017: Spring Street (Fernsehserie, Episode 1x01)
- 2019: Atlanta Medical (The Resident, Fernsehserie, Episode 3x09)
- 2022: Beyond the Resonator
- 2022: Curse of the Re-Animator
- 2022: Headless Horseman – Pakt mit dem Teufel (Headless Horseman)
- 2022: The Resonator (Miniserie)
- 2023: The Exorcists – Die Hölle öffnet ihre Pforten (The Exorcists)
- 2024: War of the Worlds – Extinction